# Стінки (село)
Сті́нки — село Миргородського району Полтавської області. Населення станом на 2001 рік становило 76 осіб. Входить до Білоцерківської сільської об'єднаної територіальної громади з адміністративним центром у с. Білоцерківка.

## Географія
Село Стінки знаходиться за 2 км від лівого берега річки Псел, вище за течією на відстані 1 км розташоване село Бірки, нижче за течією на відстані 1 км розташоване село Колосівка. До села примикає лісовий масив (сосна).
Віддаль до селища Велика Багачка — 28 км. Найближча залізнична станція Сагайдак — за 25 км.

## Історія
Село Стінки виникло в першій половині XIX ст. і належало до Білоцерківської волості Хорольського повіту Полтавської губернії.
На карті 1869 року поселення було позначене як просто хутори.
За переписом 1900 року хутір Стінки Білоцерківської волості Хорольського повіту Полтавської губернії входив до Бірківської козацької громади. Він мав 35 дворів, 226 жителів.
У 1912 році в хуторі Стінках було 316 жителів.
У січні 1918 року в селі розпочалась радянська окупація.

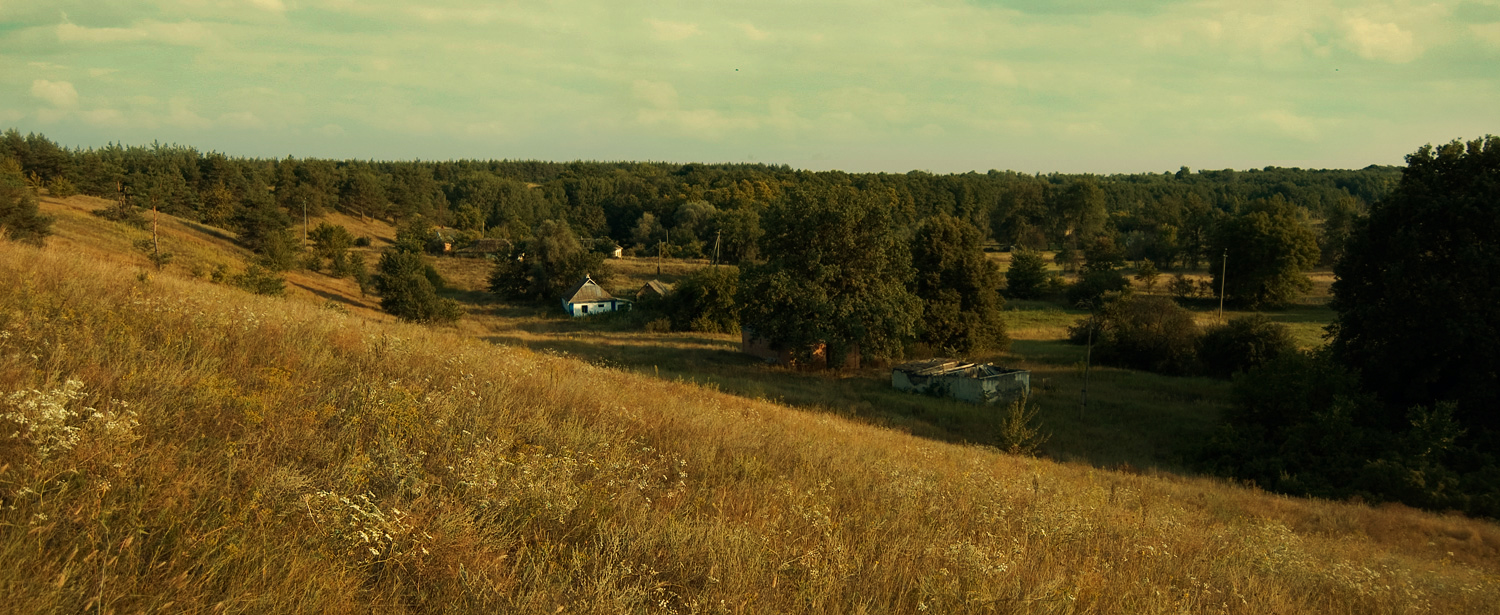
Село Стінки

Від 1923 до 1930 року село входило до Білоцерківського району Полтавської округи, після розформування району увійшло до складу новоутвореного Великобагачанського району.
У 1932–1933 роках внаслідок Голодомору, проведеного радянським урядом, у селі загинуло 11 мешканців.
З 14 вересня 1941 по 20 вересня 1943 року Стінки були окуповані німецько-фашистськими військами.

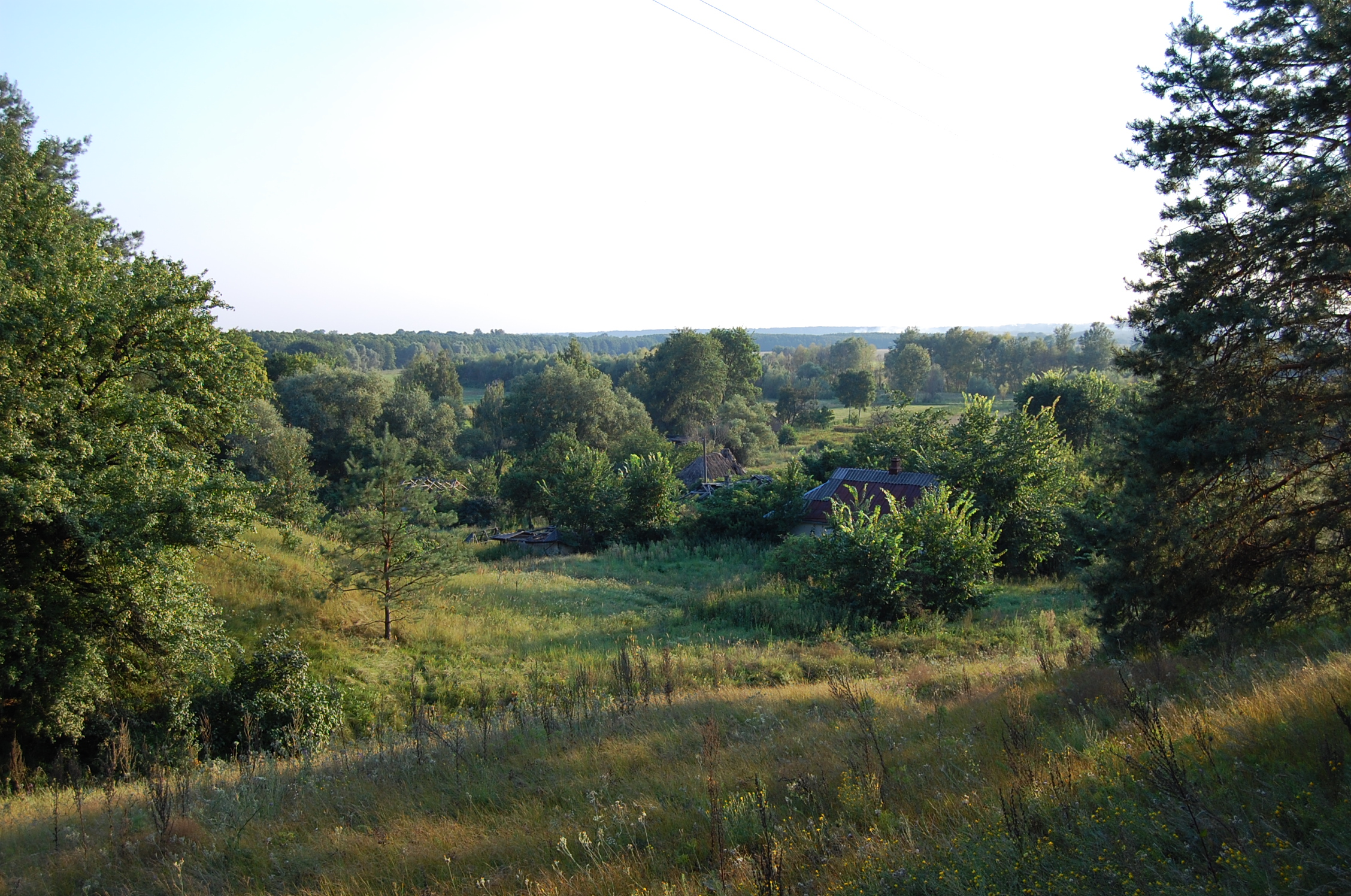
Заказник "Географічний центр Полтавщини" біля села Стінки

Село входило до Бірківської сільської ради Великобагачанського району.
13 серпня 2015 року шляхом об'єднання Балакліївської, Білоцерківської, Бірківської та Подільської сільських рад Великобагачанського району була утворена Білоцерківська сільська об'єднана територіальна громада з адміністративним центром у с. Білоцерківка.

## Пам'ятки історії
- Ландшафтний заказник «Географічний центр Полтавщини»